# Psychopsis gallardi
Psychopsis gallardi is een insect uit de familie van de Psychopsidae, die tot de orde netvleugeligen (Neuroptera) behoort. 
Psychopsis gallardi is voor het eerst wetenschappelijk beschreven door Tillyard in 1919.